# Wolfgang Rümmele

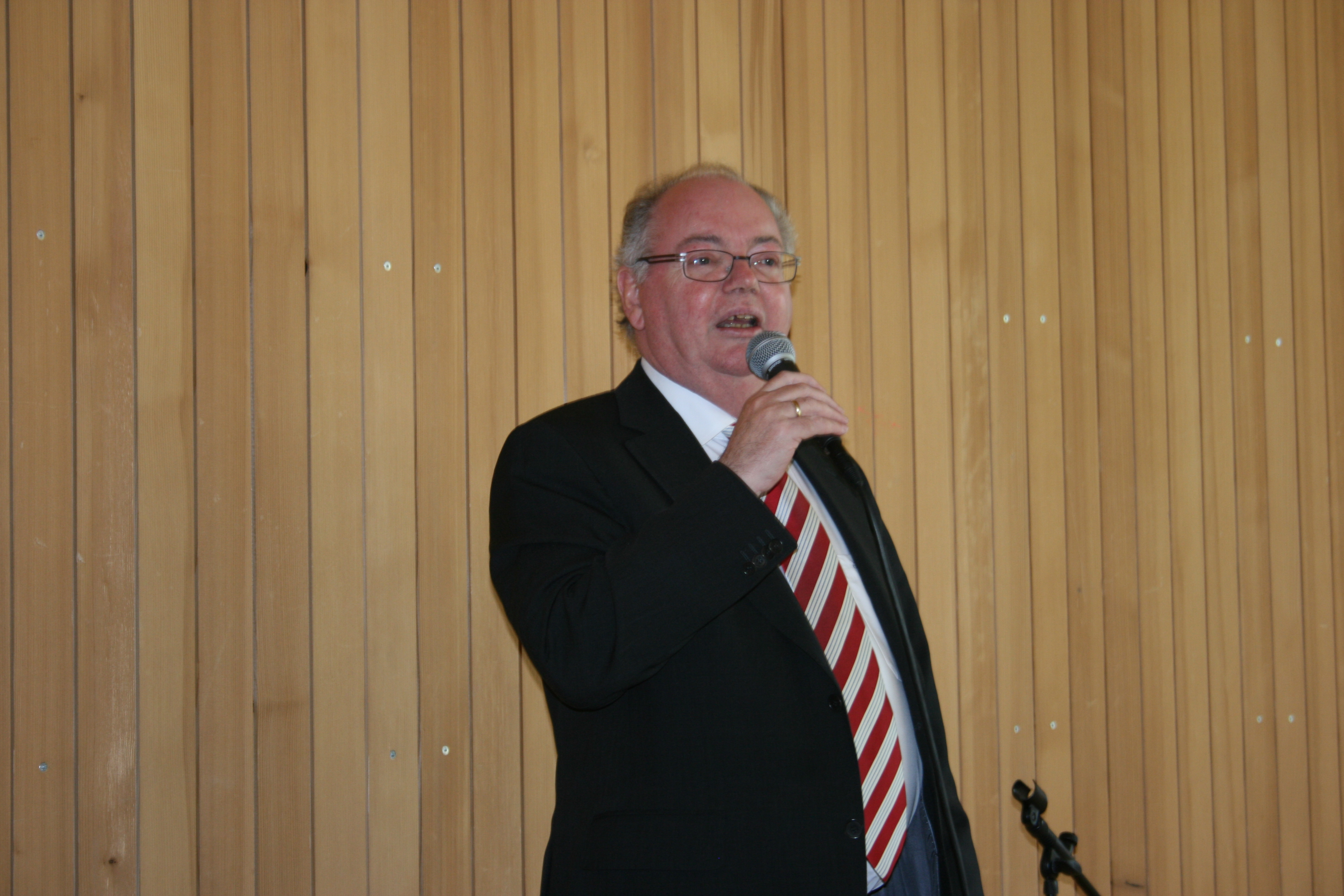
Wolfgang Rümmele (2008)

Wolfgang Rümmele (* 25. Oktober 1946 in Dornbirn; † 7. Mai 2019 ebenda) war ein österreichischer Politiker (ÖVP). Er war von 1999 bis 2013 Bürgermeister der Stadt Dornbirn.

## Ausbildung und Beruf
Rümmele schloss das Bundesgymnasium Dornbirn mit der Matura ab und studierte danach Forstwirtschaft an der Universität für Bodenkultur Wien. 1970 beendete er sein Studium mit dem akademischen Grad Dipl.-Ing. In der Folge war Rümmele von 1971 bis Ende März 1999 als Lehrer für Biologie und Geographie am Bundesgymnasium Dornbirn tätig, 1974 wurde ihm der Berufstitel Professor verliehen. Weiters war er Mitglied der KMV Siegberg Dornbirn (VMCV) und der KHV Babenberg Wien (ÖCV).
Nach dem Abschied aus der Politik folgte Wolfgang Rümmele am 22. Jänner 2015 Günter Lampert als Aufsichtsratsvorsitzender der Vogewosi, des landeseigenen gemeinnützigen Wohnbauträgers, nach.

## Politik

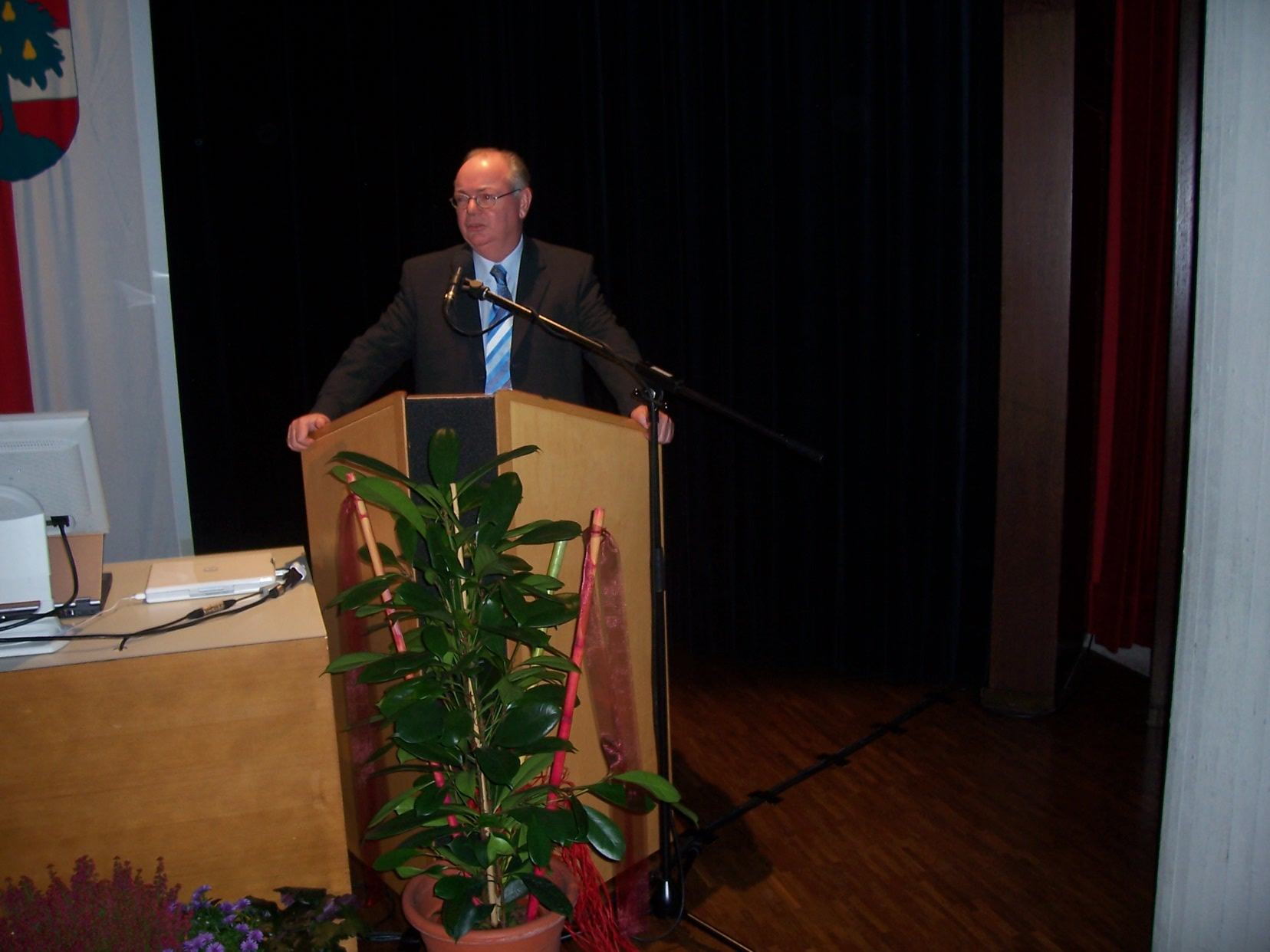
Wolfgang Rümmele bei einer Rede an der Fachhochschule Vorarlberg (2005)

Wolfgang Rümmele war von 1980 bis 1984 Mitglied der Dornbirner Stadtvertretung und wurde 1984 zum Vizebürgermeister gewählt, was er bis 1999 blieb. Während dieser Zeit übernahm er von 1984 bis 1985 die Stadtrats-Agenden für Jugend und Sport und war im Anschluss bis 1990 für Jugend und Kultur verantwortlich. Danach war er bis April 1999 hauptverantwortlich für die Bereiche Kultur, Stadtentwicklung und Stadtplanung, Fachhochschule und Stadtmarketing. Zudem leitete Rümmele seit 1991 als Stadtparteiobmann die Dornbirner Volkspartei.
Am 6. April 1999 übernahm Wolfgang Rümmele das Amt als Bürgermeister der Stadt Dornbirn von seinem Vorgänger Rudolf Sohm. Bei seiner ersten Direktwahl als Bürgermeisterkandidat der Volkspartei erreichte Rümmele 65,42 % der Stimmen, bei der Bürgermeisterdirektwahl 2005 wurde er mit 65,60 % der Stimmen im Amt bestätigt. Bei der letzten Wahl seiner Amtszeit erreichte er bei der Gemeindevertretungs- und Bürgermeisterwahl 2010 57,4 % der Stimmen in der Direktwahl.
Nachdem Rümmele im Frühjahr 2013 bekannt gab, dass er vom Amt des Bürgermeisters zurücktrete, wurde in der Folge in der Stadtvertretungssitzung am 29. Mai 2013 die bisherige Landesrätin Andrea Kaufmann zu seiner Nachfolgerin gewählt. Am 26. Oktober 2013 wurde er mit dem Silbernen Ehrenzeichen des Landes Vorarlberg ausgezeichnet und am 21. März 2014 von seiner Heimatstadt Dornbirn zum Ehrenbürger ernannt.

## Privates
Rümmele war verheiratet und Vater von drei Töchtern. Wohnhaft war er am Häfenberg im Dornbirner Stadtbezirk Oberdorf.